# Skylar Grey
Pour les articles homonymes, voir Grey.
Skylar Grey, de son vrai nom Holly Brook Hafermann (née le 23 février 1986 à Mazomanie), est une auteure-compositrice-interprète américaine.

## Biographie

### Jeunesse et débuts (2001–2010)
Skylar Grey fait ses débuts professionnels dans un groupe de folk qu'elle compose avec sa mère. Celui-ci s'appelait Generations. Ensemble, et avec le producteur Randy Green, ils ont publié trois albums, Dream Maker, Lift Me et Millenial Child/Waiting For You. À l'âge de quinze ans, Skylar Grey intègre un deuxième groupe, cette fois ci de Jazz. Elle travaille à cette période avec des musiciens tels que Jeff Eckless, Tim Whalen ou encore Leo Sidran à Madison dans le Wisconsin.
En 2003, Skylar Grey déménage à Los Angeles et enregistre une mixtape sous le nom de Holly Brook, nom qu'elle gardera pendant plusieurs années. Cela lui permet de se faire connaître et elle signe en 2004 sur le label de Brad Delson, le guitariste de Linkin Park, à l'âge de 18 ans.
Skylar Grey apparaît sur les chansons Where'd You Go et Be Somebody de Fort Minor. La première rencontre un certain succès en se classant à la quatrième place aux États-Unis. Le 6 juin 2006, Skylar Grey sort son premier album Like Blood Like Honey en collaboration avec le producteur Jonathan Ingoldsby. Elle est alors engagée pour faire les premières parties des tournées de Jamie Cullum, k.d. lang, Daniel Powter, Teddy Geiger et Duncan Sheik.
En 2010, elle apparaît dans une publicité pour Ciao Water et sa chanson It's Raining Again sert de bande originale. En plus de cela, elle apparaît sur les albums de Brie Larson et de Fort Minor. Holly Brook rejoint l'équipe de tournée de Duncan Sheik et participe à son album Whisper House sur la chanson And Now We Sing, parue en 2009. Elle participe également en 2010 à l'adaptation théâtrale de l'album Whisper House au côté de David Poe. Également en 2010, elle sort une mixtape de 7 chansons produites par Duncan Sheik et Jon Ingoldsby. Elle fait aussi les chœurs pour l'album de Jóhanna Guðrún Jónsdóttir arrivée deuxième au concours Eurovision de la chanson 2009.

### Changement de nom et écriture (2010–2011)

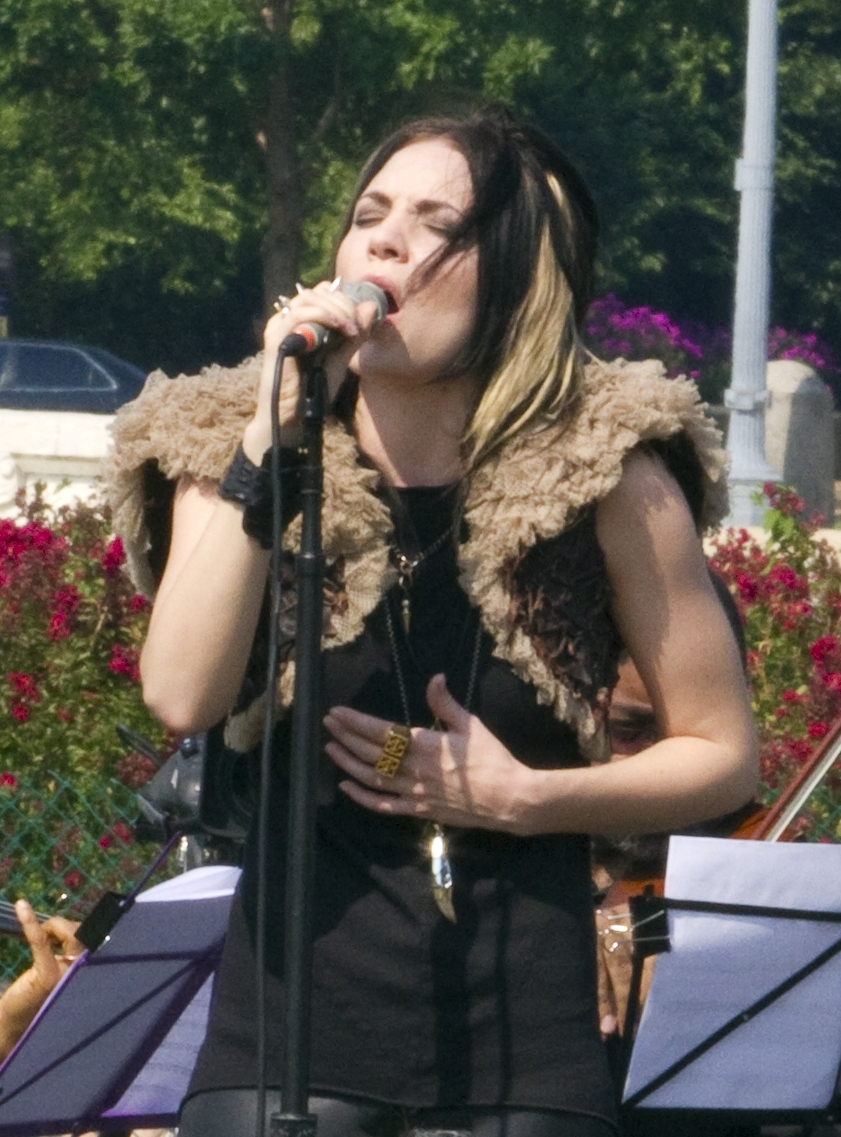
Grey lors du Tibet Talk for World Peace en juillet 2011.

Brook change son nom de scène et se transforme en Skylar Grey. Elle explique : « Cela représente les inconnus dans la vie. Les gens ont comme peur de l'inconnu mais moi je suis l'inverse. Je vais dans l'inconnu parce que je pense que c'est là où toutes les possibilités se trouvent ». Elle explique avoir choisi de mettre un « e » à Grey plutôt qu'un « a » car elle dit qu'elle est une artiste originale et que cela fait plus masculin et qu'elle ne se considère pas comme très féminine.
Alors qu'elle vit encore dans l'Oregon et que personne ne la connait sous le nom de Skylar Grey, elle se rend à New York pour rencontrer la productrice, Jennifer Blakeman. Celle-ci lui fait écouter la chanson Airplanes de B.o.B et Hayley Williams produite par Alex da Kid. Skylar Grey aima la chanson et envoya des e-mails à Alex da Kid. Le producteur anglais lui envoie des échantillons de musiques sur lesquels il travaillait. Skylar Grey écrit alors la chanson Love the Way You Lie.
Alex da Kid fait signer Skylar Grey sous la société de production KIDinaKORNER qu'il gère. Elle écrit à ce moment-là le couplet commun aux trois versions de Love the Way You Lie, la chanson du rappeur américain Eminem avec Rihanna. Elle enregistre la chanson qu'elle a écrite. Skylar Grey est alors nommée dans la catégorie « Chanson de l'année » au titre de parolière de Love the Way You Lie. La chanteuse se fait ensuite remarquer en participant au titre Coming Home de Puff Daddy qui rencontre un grand succès à l'échelle de la planète. Elle interpréta le morceau en live pendant American Idol le 10 mars 2011. Elle écrit ensuite les paroles du titre Castle Walls de T.I. et Christina Aguilera.
Elle écrit également les paroles de la chanson I Need a Doctor dans laquelle elle chante aussi le refrain. La chanson, en collaboration avec Dr. Dre et Eminem se classe notamment quatrième aux États-Unis[réf. souhaitée]. Skylar Grey participe au troisième album du rappeur américain Lupe Fiasco, Lasers, sur le second single, Words I Never Said. Le 9 mai 2011, elle interprète le titre avec le rappeur durant l'émission de télévision, The Colbert Report. Alors qu'elle travaille avec Alex da Kid, Skylar Grey avec son nouveau nom de scène apparue sur la scène de la 53e édition des Grammy Awards pour interpréter I Need a Doctor avec Dr. Dre et Eminem. Elle signe alors sur le label Interscope Records auquel appartient les deux autres interprètes de I Need a Doctor. Elle sort son premier single, Dance Without You qui appartient à la bande originale du film Sexy Dance 4: Miami Heat, sorti en 2012. Le 16 juin, elle envoie aux radios le single Invinsible mais elle annonce qu'il ne sera pas présent dans son prochain album,. Le 9 juillet, elle chante sur la scène d'un événement mondial en faveur de la paix à Washington D.C. en présence du 14e Dalaï-Lama. Le 6 août, elle participe au festival Lollapalooza et chante avec Eminem le titre I Need a Doctor. Le lendemain, elle publie avec le phénomène Internet Karmin, une reprise de I Need a Doctor. Le 20 septembre 2011, elle chante avec le rappeur Eli Porter dans l'émission Tosh.0.
Elle figure aussi sur l'album Fire and Ice de Kaskade publié en 2011. Elle écrit et chante dans les deux versions de Room for Happiness qui est le troisième single de l'opus et qui est nommée aux Grammy Awards. Le 1er avril 2012, elle chante avec le rappeur Machine Gun Kelly pour l'entrée de John Cena devant plus de 78 000 personnes. Elle apparaît deux fois sur l'album Welcome to: Our House du groupe Slaughterhouse sur les chansons Rescue Me et Our House avec Eminem. Skylar Grey compose également une chanson, Building a Monster, pour la bande originale du film d'animation Frankenweenie réalisé par Tim Burton. Skylar Grey écrit les paroles de la chanson Clarity de Zedd et de Only You pour le chanteur de soul Cee Lo Green.

### Don't Look Downet collaborations (2012–2014)
Le 27 novembre 2012, elle révèle le premier extrait de son album Don't Look Down. Le rappeur Eminem apparaît une nouvelle fois dans cette reprise de la chanson de Queen, Bicycle Race, C'mon Let Me Ride. En 2013, elle participe à la bande originale du film Les Âmes vagabondes, une adaptation d'un roman de Stephenie Meyer. Skylar Grey chante sur le morceau Love Bullets extrait du quatrième album de will.i.am, #willpower. Le second single de Don't Look Down, Final Warning sort le 16 avril 2013, un mois et demi avant la sortie de Wear me Out. Elle publie ensuite White Suburbian et Back from the Dead avec Big Sean et Travis Barker.
Le deuxième album de Skylar Grey, Don't Look Down, sort le 5 juillet 2013 et atteint la huitième place des ventes aux États-Unis. Le 11 octobre 2013, Eminem annonce que Skylar Grey participera à la chanson Asshole sur son huitième album The Marshall Mathers LP 2.

### Natural Causeset bandes-son (2015–2017)
Le 31 mars 2016, Skylar Grey dévoile la première chanson de son troisième album Natural Causes : Moving Mountains. L'album sort le 23 septembre 2016 avec pour singles principaux Moving Mountains, Off Road, Come Up For Air et Kill For You en collaboration avec Eminem. L'album est très bien accueilli par la critique recevant par exemple 4 étoiles sur 5 par les critiques de la base de données AllMusic.
En 2017, Grey prête sa voix à la chanson Wreak Havoc et écrit Gangsta de Kehlani pour la bande originale de Suicide Squad. Grey coécrit ensuite la chanson Good Life de Kehlani et G-Eazy pour la bande originale de The Fate of the Furious: The Album. Grey collabore de nouveau avec G-Eazy en écrivant Pick Me Up pour son album The Beautiful and Damned. Le 31 mars 2017, le groupe de rock Papa Roach sort sa chanson Periscope, avec Grey en tant que chanteuse invitée. Grey participe également participé au single Glorious du rappeur américain Macklemore, sorti le 25 juin 2017. Ce single, certifié disque de platine, s'est classé en tête des charts dans de nombreux pays. Grey collabore avec Eminem sur son album Revival, co-écrivant les titres Walk on Water avec Beyoncé, Like Home avec Alicia Keys, Need Me avec Pink et Tragic Endings avec Grey elle-même.

### Angel with Tattoos et Make It Through the Day(2018–2020)
Le 25 janvier 2018, Grey sort une reprise de Stand by Me de Ben E. King, qui est utilisée dans une publicité Budweiser pour le Super Bowl LII. Une partie des recettes de la chanson est reversée à la Croix-Rouge américaine au profit des personnes touchées par des catastrophes naturelles. Un clip est publié le 2 février 2018.
Dans une interview accordée à Uproxx, et publiée le 26 janvier 2018, Grey révèle qu'elle travaillait sur son quatrième album et qu'elle prévoyait d'y inclure sa propre version de Walk on Water, qu'elle avait écrite pour Eminem et Beyoncé. Plus tard dans l'année, Grey a coécrit et interprété le single Everything I Need pour le film à succès Aquaman de James Wan, mettant en scène des super-héros,.
En mai 2019, Grey, en collaboration avec ses collègues artistes Jamie N Commons et Gallant, sort une nouvelle reprise de Runaway Train de Soul Asylum, sorti en 1993. Le clip de la chanson est réalisé en collaboration avec le National Center for Missing and Exploited Children (Centre national pour les enfants disparus et exploités) et utilise le géociblage pour montrer aux spectateurs les enfants disparus dans leur région. Le clip est ensuite nommé pour un VMA.
Le 17 janvier 2020, Eminem sort son onzième album studio, Music to Be Murdered By, qui comprend une chanson intitulée Leaving Heaven en featuring avec Grey. De plus, Grey coécrit et produit la chanson, devenant ainsi la première femme à produire seule une chanson d'Eminem. Le 14 juillet 2020, Grey révèle le titre de son prochain album, Dark Thoughts. Le projet est précédé par les singles Dark Thoughts, une reprise de Goosebumps et Sunscreen. Le projet est finalement abandonné lorsque Grey annonc avoir commencé à travailler sur un nouvel album via divers réseaux sociaux le 16 janvier 2021 Certains singles sortis en 2020 sont compilés dans Make It Through the Day - EP, sorti le 6 novembre 2020.

### AlbumsSkylar Grey and Lofi Chill Vibes(depuis 2021)
Le 30 septembre 2021, la chanson Last One Standing de Skylar Grey est incluse dans la bande originale du film Venom: Let There Be Carnage, avec la participation d'Eminem, Polo G et Mozzy,. Après la sortie de plusieurs singles, son quatrième album studio éponyme, Skylar Grey, sort le 28 avril 2022. Le 15 juillet 2022, la chanson My Heart Has Teeth de Skylar Grey, produite par deadmau5, est incluse dans la bande originale de la série Resident Evil. Le 27 octobre 2022, la chanson Walking on Fire de Grey, produite par Th3rdstream, est incluse dans la bande originale de la série Vampire Academy.
Grey sorti son album suivant, Lofi Chill Vibes with Skylar Grey, le 11 août 2023, qui comprend des reprises lo-fi de son catalogue précédent.

## Discographie

### Albums studio
- 2006 : Like Blood Like Honey
- 2013 : Don't Look Down
- 2016 : Natural Causes
- 2022 : Skylar Grey

### Participations
- 2005 : Be Somebody - Fort Minor, sur la mixtape We Major
- 2005 : Where'd You Go - Fort Minor, sur l'album The Rising Tied
- 2009 : Victim - Apathy, sur l'album Wanna Snuggle?
- 2009 : And Now We Sing - Duncan Sheik, sur l'album Whisper House
- 2009 : Just Like This - Holly Brook et David Iscove sur l'ambum Love N' Dancing Original Motion Picture Soundtrack
- 2009 : Stay Close - Sky White Tiger
- 2010 : Coming Home - Diddy - Dirty Money, sur l'album Last Train to Paris
- 2011 : Love the Way You Lie - Eminem feat. Rihanna, sur l'album Recovery
- 2011 : I Need a Doctor - Dr. Dre feat. Eminem, sur l'album Detox
- 2011 : Words I Never Said - Lupe Fiasco, sur l'album Lasers
- 2011 : Room For Happiness - Kaskade, sur l'album Fire and Ice
- 2012 : C'mon Let Me Ride - Eminem, sur l'album Don't Look Down
- 2012 : Our House - Slaughterhouse et Eminem, sur l'album Welcome to: Our House
- 2012 : Rescue Me - Slaughterhouse, sur l'album Welcome to: Our House
- 2013 : Love Bullets - Will.i.am, sur l'album #WILLPOWER
- 2013 : The Last Day - Moby, Sur l'album Innocents
- 2013 : Asshole - Eminem, sur l'album The Marshall Mathers LP 2
- 2014 : Shot Me Down - David Guetta, sur l'album Listen
- 2014 : Rise - David Guetta, sur l'album Listen
- 2014 : Hero - Kid Cudi
- 2014 : Twisted - Eminem & Yelawolf sur l'album Shady XV
- 2014 : Bed of Lies - Nicki Minaj, sur l'album The Pinkprint
- 2016 : Beneath With Me - Deadmau5 x Kaskade
- 2017 : Periscope - Papa Roach
- 2017 : Glorious - Macklemore
- 2017 : Tragic Endings - Eminem sur l’album Revival
- 2017 : O Come Emmanuel - Kaskade sur l'album Kaskade Christmas
- 2018 : Say You Love Me - SeeB sur l'EP Nice to Meet You
- 2020 : Leaving Heaven - Eminem sur l'album Music to Be Murdered By
- 2020 : Black Magic - Eminem sur l'album Music to Be Murdered By (Side B)
- 2024 : Temporary - Eminem sur l'album The Death of Slim Shady (Coup de Grâce)